# Malherido
"Malherido" es una canción de la banda mexicana de pop Magneto. Fue lanzada el 13 de febrero de 1995 por la discográfica Sony Discos/Columbia como el segundo sencillo oficial del álbum Tu libertad. La canción fue escrita por Monica Naranjo y Cristobal Sansano.

## Videoclip
Se grabó durante el año 1995 y se puede mostrar a la banda estando en un desierto y con tomas de una chica muy hermosa, la cual es Anette Michel.

## Lista de canciones

### Sencillo - Vinilo[8]
| Para Siempre — Single |                |          |  |
| N.º                   | Título         | Duración |  |
| 1.                    | «Para Siempre» | 4:05     |  |

## Promoción
La canción también formó parte de los 90's Pop Tour junto con otros éxitos más de la banda y de otros artistas y grupos musicales que marcaron esta década.

## Posicionamiento en listas
| Lista (1990)              | Posición |
| ------------------------- | -------- |
| Billboard Hot Latin Songs | 15       |